# Sīrjārūn
Sīrjārūn (persiska: سيرجارون) är en ort i Iran.   Den ligger i provinsen Mazandaran, i den norra delen av landet, 140 km nordost om huvudstaden Teheran. Antalet invånare är 442.
Terrängen runt Sīrjārūn är platt, och sluttar norrut. Runt Sīrjārūn är det ganska tätbefolkat, med 166 invånare per kvadratkilometer. Närmaste större samhälle är Āmol, 17,3 km sydväst om Sīrjārūn. Trakten runt Sīrjārūn består till största delen av jordbruksmark.